# Аэропорты Синьцзяна (группа компаний)
Группа компаний «Аэропорты Синьцзяна» - государственная компания Китая. Была основана 16 апреля 2004 года в Урумчи. Занимается строительством Аэропортов в Синьцзян-Уйгурском автономном районе.

## История
Была основана в 2004 году, в целях постройки аэропортов и развития авиационной отрасли в Синьцзян-Уйгурском автономном районе, а также с помощью проекта: «Один пояс - один путь»
Также, за 2004 год компания смогла обслужить более  5,164 млн пассажиров а также перевезти 51 тыс. тонна груза, и обеспечила 65000 взлетов и вылетов из аэропортов, что означало успех компании, а в 2019 году пассажиропоток превысил более 37,536 млн человек, также перевезли более 217000 тонн груза.
Компания сделала сама очень много открытий в грузовой и гражданской отрасли авиации и развило авиацию, и сам туризм в Синьцзян.

## Аэропорты
| Город                | Аэропорт                |
| -------------------- | ----------------------- |
| Урумчи               | Дивопу (аэропорт)       |
| Аксу (уезд)          | Аксу (аэропорт)         |
| Алтай (район, Китай) | Алтай (аэропорт, Китай) |
| Кульджа              | Инин (аэропорт)         |
| Карамай              | Карамай (аэропорт)      |
| Чугучак              | Тачэн (аэропорт)        |
| Черчен               | Цемо (аэропорт)         |
| Куча (уезд)          | Цюцы (аэропорт)         |